# Каролина Риекская
«Каролина Риекская» (хорв. Karolina Riječka commercial centre, ранее — отель «Royal») — торговый центр в хорватской Риеке на улице Корзо № 9 и на улице Адамичева № 10, архитектурная достопримечательность города. В литературе появляются ещё несколько названий этого здания: крепость «красавица» и Дом Рошель (хорв. Kuča Rauschel).

## Строительство
Здание появилось в Риеке на улице Корзо в 1906 году и было построено за счет модернизации и перепланировки более скромного дома, который тогда располагался на этом земельном участке. Строительство заказал Франческо Рошель (англ. Francesco Rauschel), который хотел своим зданием для отеля подчеркнуть красоту и ширину центральной улицы города Риека, улицы Корзо. Архитектор Эмилио Амброзини (хорв. Emilio Ambrosini; 1845, по другим источникам 1950, Триест — 1912, Вена), предложил решение в стиле модерн.
После окончания строительства в здании разместился отель «Royal».

## Описание здания
Фасад здания имеет достаточно открытых балконов, а верхний этаж здания обустроен полукруглыми лоджиями. Украшают здание кованые ограждения балконов, лоджий и наружные стены с мотивами цветов и узоров, а также рельефные украшения в виде венков с изображением каштановых листьев. Со стороны улицы Корзо также красиво смотрятся на здании гнутые кованные конструкции, поддерживающие козырёк крыши.

## Важность здания и его использование
В конце 1930-х годов разрешение на строительство первого Небоскрёба в Риеке, давали на основе довольно четких факторов, существующих строительных правил, которые позволяли строительство столь высоких объектов в центре города, и успех такого строительства высоток также подтверждали построенные ранее высокие здания, так называемые крепости «красавицы», возведённые в начале XX века на улице Корзо в Риеке, — это Дом Рошель (ставший «Каролиной Риекской»), и Дом Маттиаззи (1913, ставший «Sport Herutz»).
Такое название обусловлено тем, что с самого появления этого здания как отель «Royal» и до XXI века оно стояло в окружении трёхэтажных старых домов и выглядело огромным и красивым, как замок-крепость. Черты отеля узнаются и сегодня в этом здании. Первые два этажа по улице Корзо в разное время занимали разные фирменные магазины: в конце XX века эти два этажа занимал магазин «Nama», о сегодня здесь фирменный магазин «Magna» и стены этих двух этажей обернули чёрными фальш-стенами с витринами. На начало XXI века, в здании торговый центр «Каролина Риекская» находится управление (жупания) Приморско-Горанского районного округа (англ. the seat of the Primorje-Gorski kotar County).
Фасад этого здания архитектора Эмилио Амброзини является одним из самых живописных фасадов в стиле Модерн в Риеке, поэтому, с течением времени, здание стало причиной включения города Риека в ассоциацию европейских городового в стиле Модерн (англ. the association of the European Art Nouveau cities).